# Maliattha ocellata
Maliattha ocellata är en fjärilsart som beskrevs av Saalmüller 1891. Maliattha ocellata ingår i släktet Maliattha och familjen nattflyn. Inga underarter finns listade i Catalogue of Life.